# Ефименко, Пётр Саввич
Пётр Саввич Ефиме́нко (1835 — 1908) — украинский этнограф времён Российской империи, собиратель фольклора и исследователь народного быта, обычаев и верований. Его основные работы связаны с изучением Русского Севера, где он долгое время находился в ссылке. Также статистик и библиограф, участник революционного движения.

## Биография
Родился в 1835 году в селе Большой Токмак Бердянского уезда Таврической губернии, в семье обер-офицера.
В 1850-х гг учился в Харьковском университете, затем перевёлся в Киевский университет. С 1855 года занимается сбором фольклорных песен Черниговской губернии и публикацией статей. 1 февраля 1860 года он был арестован в Киеве по делу об участии в Харьковском тайном студенческом обществе, ставившем целью изменение формы правления в России. С 26 февраля по 24 июня 1860 года Ефименко был заключён в Алексеевском равелине Петропавловской крепости, 12 июня он был приговорён к высылке под надзор в Пермскую губернию, где служил в уездном суде в Красноуфимске. Принял участие в создании революционного кружка во главе с А. И. Иконниковым, известного как Пермское тайное общество. В августе 1861 года, в связи с распространением в Перми антиправительственной рукописи «Послание старца Кондратия», был переведён в Архангельскую губернию. Проживал в Архангельске, в 1862 году был выслан под строгий надзор в Онегу. В 1870 году жил под надзором в Воронеже, затем проживал в Самаре, Чернигове, Харькове.
Находясь в Архангельске, Ефименко служил в губернском статистическом комитете, что давало ему возможность собирать фольклорно-этнографические материалы во время служебных поездок. Был членом-сотрудником Императорского Русского Географического общества. Внёс значительный вклад в развитие этнографии на территории Харьковской губернии Российской империи, составив «Дневник народных праздников», а другой его «Сборник малороссийских заклинаний», представляющий собою собрание украинских народных заговоров, молитв, заклинаний, считался одним из лучших собраний украинского фольклора. Ефименко интересовала как народная поэзия, так и совокупность народной жизни в целом. Он подчёркивал значение комплексных исследований крестьянского землевладения и культуры. За годы жизни на Севере автором написано около 125 этнографических статей, книг, а также опубликованы программы по сбору этнографических сведений, обычному праву, верованию и так далее. К 1864 - 1869 гг основная часть работ, касающаяся самых разных сторон народной жизни, после отъезда из Архангельской области была собрана и отослана в Общество любителей естествознания, антропологии и этнографии в Москве, которая напечатана под редакцией Н.А. Попова в двух больших томах: «Материалы по этнографии русского населения Архангельской губернии». В данную рукопись вошли былины, песни, молитвы, шестьсот заговоров-заклинаний, сказки, загадки и народная афористика, сведения о местных жителях с описанием их жилища, костюма и прочее. Оценка присланной рукописи была поручена действительному члену Общества любителей естествознания Н.Д. Квашнину-Самарину, отметившему на заседании Этнографического Отдела ИОЛЕАЭ в 1874 году, что собранные П. С. Ефименко материалы, наряду с печатаемыми в то время былинами, по полноте, разнообразию и свежестью языка должны стать драгоценными приобретениями для науки. В 1884-1887 гг. Ефименко возглавлял издание Харьковского Губернского Статистического комитета «Харьковский календарь», в котором уделялось много внимания по краеведческо-этнографическим и экономическим вопросам.
В числе его сотрудников была местная учительница Александра Яковлевна Ставровская (Ефименко), ставшая потом его супругой и соратницей. Она также внесла немалый вклад в этнографическое изучение русского Севера и истории Украины, став первой в России женщиной — почётным доктором русской истории (1910).  П.С. Ефименко скончался в Санкт-Петербурге 7 мая 1908 года.

## Семья
В браке с Александрой Яковлевной Ставровской (1848—1918, историк и этнограф) имел детей:
- Тарас, юрист, с 28.11.1908 г. был помощником у присяжного поверенного С. К. Вржосека.
- Пётр, советский археолог, специалист по палеолиту.
- Татьяна, поэт Серебряного века.

## Труды
- Сборник народных юридических обычаев Архангельской губернии. Сост. д. чл. Арханг. губ. стат. ком. и чл.-сотр. Имп. Рус. геогр. о-ва П.С. Ефименко. Кн. 1-. - Архангельск : Губ. тип., 1869. - 20. -  (Труды Архангельского губернского статистического комитета за 1867 и 1868 г.) . I. Русское географическое о-во (Петербург). Архангельский филиал.
- О Яриле, языческом божестве русских славян / [соч.] П. Ефименко. - С.-Петербург : Тип. Майкова, 1868. - 36 с. ; 24 см
- Сборник малороссийских заклинаний / Сост. П. Ефименко. - Москва : Имп. О-во истории древностей рос. при Моск. ун-те, 1874. -[2], VI, 70 с. ; 26. - [Из] "Чтения в Имп. О-ве истории и древностей рос. при Моск. ун-те". 1874 г., кн. 1.
- Материалы по этнографии русского населения Архангельской губернии, собранные П. С. Ефименком, д. чл. императорского общества любителей естествознания, антропологии и этнографии, состоящего при Московском университете / П. С. Ефименко. - Москва: Типо-литография С. П. Архипова и Кш, 1878-; Ч. 2 Народная словесность : сборник научных трудов
- Ефименко П. С. Заволоцкая чудь / сост. действ. чл. Арханг. губ. стат. ком. и чл.-сотрудник Имп. Рус. геогр. о-ва  - Архангельск : Изд. Арханг. губ. стат. ком., 1869. - 147 с
- Ефименко П. С. Приданое по обычному праву крестьян Архангельской губернии /  Санкт-Петербург : Тип. Майкова, 1872. - 114 с.
- Провинциализмы Архангельской губернии. Демонология жителей Архангельской губернии. Загадки. Икота и икотницы. Пословицы и поговорки / П. С. Ефименко // Памятная книжка Архангельской губернии на 1864 г. – Архангельск, 1864.
- Памятники языка и народной словесности, записанные в Архангельской губернии / П. С. Ефименко // Памятная книжка Архангельской губернии на 1864 г. – Архангельск, 1864. – С. 9-48.
- О древностях Архангельской губернии / П. С. Ефименко // Труды 1-го Археологического съезда в Москве. 1869. - М., 1871. - T. 1. - C.187-193.
- Юридические знаки / П. С. Ефименко // - Журнал Министерства Народного Просвещения", 1874
- Калнышевский - последний кошевой Запорожской Сечи / П. С. Ефименко // Русская старина, 1875. Т.14. С. 403-420.
- Этнограф Пётр Ефименко / Архангельская областная научная библиотека им. им. Н. А. Добролюбова ; [сост. Е. И. Тропичева ; биогр. ст. и коммент.: Т. Г. Ивановой, Н. В. Дранниковой и др.]. – Архангельск: Архангельская областная научная библиотека им. Н. А. Добролюбова, 2007. – 1 эл. опт. диск (CD-ROM с электронными копиями главных трудов П. С. Ефименко).
- Ефименко П. С. Обычаи и верования крестьян Архангельской губернии [авт. вступ. ст.: М. Д. Алексеевский]. М.: ОГИ, 2009.
- Ефименко П. С. Народные юридические обычаи крестьян Архангельской губернии. М.: ОГИ, 2009